# 特雷穆耶圣卢
特雷穆耶圣卢（法語：Trémouille-Saint-Loup，法語發音：[tʁemuj sɛ̃ lu]）是法国多姆山省的一个市镇，位于该省西南部，属于伊苏瓦尔区。

## 地理
特雷穆耶圣卢（45°29'26"N, 2°33'39"E）面积12.23 平方千米，位于法国奥弗涅-罗讷-阿尔卑斯大区多姆山省，该省份为法国中南部省份，北起阿列省接壤，东临卢瓦尔省，南至上盧瓦爾省和康塔爾省，西接科雷兹省和克勒兹省。
与特雷穆耶圣卢接壤的市镇（或旧市镇、城区）包括：博略、拉诺布尔、巴尼奥勒、克罗、拉贝塞特、拉罗德。

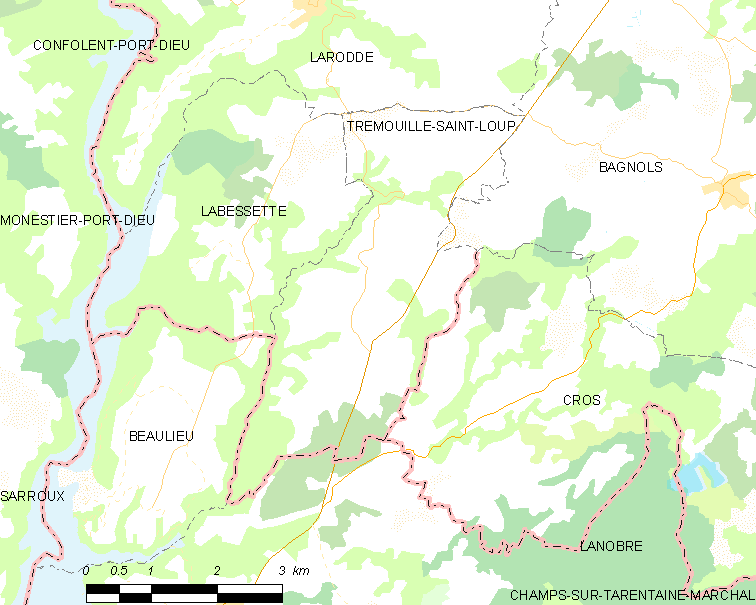
特雷穆耶圣卢的OSM定位图

特雷穆耶圣卢的时区为UTC+01:00、UTC+02:00（夏令时）。

## 行政
特雷穆耶圣卢的邮政编码为63810，INSEE市镇编码为63437。

## 政治
特雷穆耶圣卢所属的省级选区为勒桑西县。

## 人口

1962-2008年间特雷穆耶圣卢人口变化图示

特雷穆耶圣卢于2022年1月1日时的人口数量为144人。